# Кувакинский район
Кува́кинский райо́н (чув. Кувакин районӗ) — упразднённая административно-территориальная единица в составе Чувашской АССР, существовавшая в 1935—1956 годах. Административный центр — село Кувакино.
Кувакинский район был образован в составе Чувашской АССР 9 января 1935 года. В его состав были включены следующие сельсоветы:
- из Алатырского района: Берёзово-Майданский, Злобинский, Ичикский, Кладбищинский, Кувакинский, Миренский и Сурско-Майданский
- из Порецкого района: Ивановский, Любимовский, Мишуковский, Рындинский, Сутяжнинский, Сыресинский и Турдаковский[2][3].

По данным 1945 года Кувакинский район включал 14 сельсоветов: Березово-Майданский, Злобинский, Ивановский, Ичикский, Кладбищинский, Кувакинский, Любимовский, Миренский, Мишуковский, Рындинский, Сурско-Майданский, Сутяжинский, Сыресинский и Турдаковский.
2 ноября 1956 года Кувакинский район был упразднён, а его территория разделена между Алатырским (Берёзово-Майданский, Кладбищинский, Кувакинский, Миренский и Сурско-Майданский с/с) и Порецким (Мишуковский, Сутяжнинский, Сыресинский и Турдаковский с/с) районами.